# Rietumu Capital Centre
Le Rietumu Capital Centre  (RCC)  est une immeuble situé dans le quartier de Skanste à Riga en Lettonie. 

## Présentation
Le siège de la Rietumu Banka (lv)  est situé dans le complexe, au 7, rue Vesetas iela.
Le Siège de la Rietumu Banka (lv) a été conçu par le bureau d'architecte letton "Zenico project", les auteurs du projet sont Viktors Valgums et Uldis Bērziņš. 
Rietumu Capital Center est un le premier complexe de bureaux de la catégorie la plus élevée, la classe A+++ en Lettonie. 
Rietumu Capital Center se compose de trois tours interconnectées et d'un parking intérieur à plusieurs étages. 
Le béton brut a été largement utilisé dans la décoration extérieure et intérieure du bâtiment, ce qui a permis de conserver toutes les parties dans un style minimaliste uniforme. Le bâtiment est entouré d'une façade à double vitrage, mais le complexe se distingue particulièrement par de larges terrasses et un espace vert sur le toit de l'une des tours, au 11ème étage, ainsi qu'un héliport.
La hauteur totale du complexe de bureaux est de 66,9 mètres.
La superficie totale du bâtiment est de 16 500 mètres carrés, dont 70 % sont occupés par le bureau de Rietumu banka. Les 30 % restants sont des bureaux en location.
En 2010, le projet de construction a remporté le prix Riga Architecture of the Year.

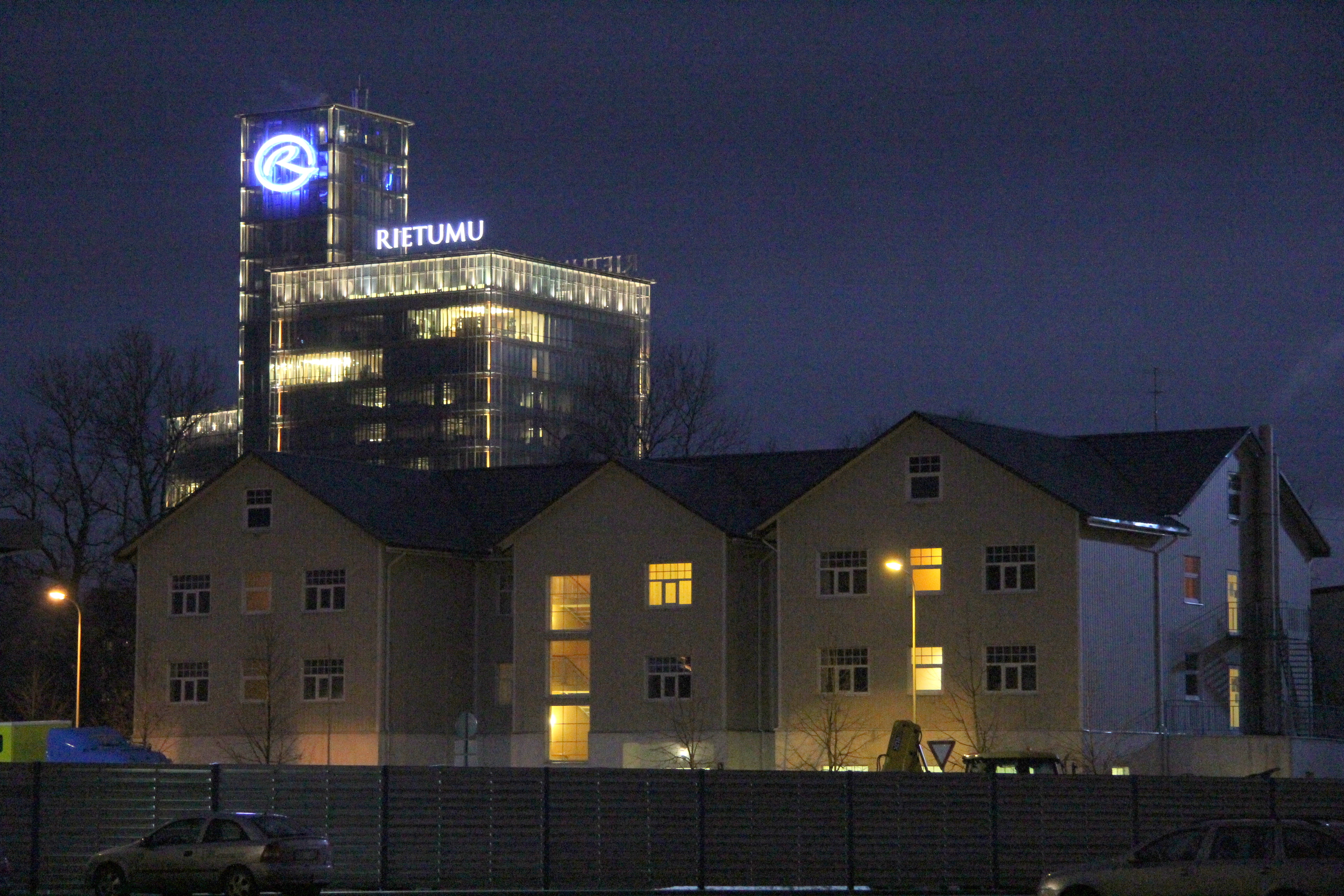

## Construction
La construction du bâtiment Rietumu Capital Center a débuté fin 2005, et en 2008 la banque a emménagé dans les nouveaux locaux. Des technologies modernes ont été utilisées dans la construction, ce qui a assuré une attitude douce envers l'environnement et un niveau sonore minimal pendant le processus de construction. Par exemple, les pieux du nouveau bâtiment ont été vissés dans le sol plutôt que enfoncés.